# Epitonium webbii
Epitonium webbii is een slakkensoort uit de familie van de Epitoniidae. De wetenschappelijke naam van de soort werd in 1840 voor het eerst geldig gepubliceerd door Alcide d'Orbigny.